# فيضانات الأردن 2022
في 27 ديسمبر 2022، ضربت فيضانات مفاجئة مدينة البتراء القديمة في الأردن. وتم إجلاء 1700 سائح من الموقع.  ويقال إن هذا كان نتيجة لهطول أمطار تاريخية ضربت المنطقة.

## الفيضانات السابقة
في عام 2018، قُتل 20 شخصًا بسبب الفيضانات. وفي عام 1963 جرفت مياه الفيضانات 23 سائح فرنسي، من بينهم عالمة الآثار ميريام أستروك، عند مدخل السيق للمدينة الوردية.